# Skilanglauf-Eastern-Europe-Cup 2019/20
Der Skilanglauf-Eastern-Europe-Cup 2019/20 war eine von der FIS organisierte Wettkampfserie, die zum Unterbau des Skilanglauf-Weltcups 2019/20 gehörte. Sie begann am 12. November 2019 in Schtschutschinsk und endete am 1. März 2020 in Kononowskaja. Die Gesamtwertung der Männer gewann Jermil Wokujew; bei den Frauen war Jewgenija Schapowalowa erfolgreich.

## Männer

### Resultate
| 1. Eastern-Europe-Cup in Schtschutschinsk, 12. bis 14. November 2019 | 1. Eastern-Europe-Cup in Schtschutschinsk, 12. bis 14. November 2019 | 1. Eastern-Europe-Cup in Schtschutschinsk, 12. bis 14. November 2019 | 1. Eastern-Europe-Cup in Schtschutschinsk, 12. bis 14. November 2019 | 1. Eastern-Europe-Cup in Schtschutschinsk, 12. bis 14. November 2019 |
| -------------------------------------------------------------------- | -------------------------------------------------------------------- | -------------------------------------------------------------------- | -------------------------------------------------------------------- | -------------------------------------------------------------------- |
| Datum                                                                | Disziplin                                                            | Erster Platz                                                         | Zweiter Platz                                                        | Dritter Platz                                                        |
| 12. November 2019                                                    | Sprint klassisch                                                     | Andrei Parfjonow                                                     | Jermil Wokujew                                                       | Alexander Panschinski                                                |
| 13. November 2019                                                    | 10 km klassisch                                                      | Jermil Wokujew                                                       | Andrei Parfjonow                                                     | Konstantin Borzow                                                    |
| 14. November 2019                                                    | 10 km Freistil                                                       | Witali Puchkalo                                                      | Stanislaw Wolschenzew                                                | Artjom Nikolajew                                                     |

| 2. Eastern-Europe-Cup in Werschina Tjoi, 29. November bis 3. Dezember 2019 | 2. Eastern-Europe-Cup in Werschina Tjoi, 29. November bis 3. Dezember 2019 | 2. Eastern-Europe-Cup in Werschina Tjoi, 29. November bis 3. Dezember 2019 | 2. Eastern-Europe-Cup in Werschina Tjoi, 29. November bis 3. Dezember 2019 | 2. Eastern-Europe-Cup in Werschina Tjoi, 29. November bis 3. Dezember 2019 |
| -------------------------------------------------------------------------- | -------------------------------------------------------------------------- | -------------------------------------------------------------------------- | -------------------------------------------------------------------------- | -------------------------------------------------------------------------- |
| Datum                                                                      | Disziplin                                                                  | Erster Platz                                                               | Zweiter Platz                                                              | Dritter Platz                                                              |
| 29. November 2019                                                          | Sprint klassisch                                                           | Sergei Ardaschew                                                           | Jermil Wokujew                                                             | Alexei Wizenko                                                             |
| 30. November 2019                                                          | 15 km Freistil                                                             | Alexei Wizenko                                                             | Almaz Taipov                                                               | Vladimir Frolov                                                            |
| 2. Dezember 2019                                                           | Sprint Freistil                                                            | Andrei Krasnow                                                             | Denis Filimonow                                                            | Iwan Kirillow                                                              |
| 3. Dezember 2019                                                           | 15 km klassisch                                                            | Iwan Kirillow                                                              | Alexei Wizenko                                                             | Alexander Bessmertnych                                                     |

| 3. Eastern-Europe-Cup in Krasnogorsk, 25. bis 29. Dezember 2019 | 3. Eastern-Europe-Cup in Krasnogorsk, 25. bis 29. Dezember 2019 | 3. Eastern-Europe-Cup in Krasnogorsk, 25. bis 29. Dezember 2019 | 3. Eastern-Europe-Cup in Krasnogorsk, 25. bis 29. Dezember 2019 | 3. Eastern-Europe-Cup in Krasnogorsk, 25. bis 29. Dezember 2019 |
| --------------------------------------------------------------- | --------------------------------------------------------------- | --------------------------------------------------------------- | --------------------------------------------------------------- | --------------------------------------------------------------- |
| Datum                                                           | Disziplin                                                       | Erster Platz                                                    | Zweiter Platz                                                   | Dritter Platz                                                   |
| 25. Dezember 2019                                               | 15 km klassisch                                                 | Wettkampf abgesagt                                              | Wettkampf abgesagt                                              | Wettkampf abgesagt                                              |
| 26. Dezember 2019                                               | Sprint Freistil                                                 | Wettkampf abgesagt                                              | Wettkampf abgesagt                                              | Wettkampf abgesagt                                              |
| 28. Dezember 2019                                               | Sprint klassisch                                                | Wettkampf abgesagt                                              | Wettkampf abgesagt                                              | Wettkampf abgesagt                                              |
| 29. Dezember 2019                                               | 30 km Freistil                                                  | Wettkampf abgesagt                                              | Wettkampf abgesagt                                              | Wettkampf abgesagt                                              |

| 4. Eastern-Europe-Cup in Minsk-Raubitschy, 16. bis 19. Januar 2020 | 4. Eastern-Europe-Cup in Minsk-Raubitschy, 16. bis 19. Januar 2020 | 4. Eastern-Europe-Cup in Minsk-Raubitschy, 16. bis 19. Januar 2020 | 4. Eastern-Europe-Cup in Minsk-Raubitschy, 16. bis 19. Januar 2020 | 4. Eastern-Europe-Cup in Minsk-Raubitschy, 16. bis 19. Januar 2020 |
| ------------------------------------------------------------------ | ------------------------------------------------------------------ | ------------------------------------------------------------------ | ------------------------------------------------------------------ | ------------------------------------------------------------------ |
| Datum                                                              | Disziplin                                                          | Erster Platz                                                       | Zweiter Platz                                                      | Dritter Platz                                                      |
| 16. Januar 2020                                                    | Sprint Freistil                                                    | Wettkampf abgesagt                                                 | Wettkampf abgesagt                                                 | Wettkampf abgesagt                                                 |
| 17. Januar 2020                                                    | 10 km klassisch                                                    | Wettkampf abgesagt                                                 | Wettkampf abgesagt                                                 | Wettkampf abgesagt                                                 |
| 19. Januar 2020                                                    | Sprint klassisch                                                   | Wettkampf abgesagt                                                 | Wettkampf abgesagt                                                 | Wettkampf abgesagt                                                 |

| 5. Eastern-Europe-Cup in Syktywkar, 7. und 9. Februar 2020 | 5. Eastern-Europe-Cup in Syktywkar, 7. und 9. Februar 2020 | 5. Eastern-Europe-Cup in Syktywkar, 7. und 9. Februar 2020 | 5. Eastern-Europe-Cup in Syktywkar, 7. und 9. Februar 2020 | 5. Eastern-Europe-Cup in Syktywkar, 7. und 9. Februar 2020 |
| ---------------------------------------------------------- | ---------------------------------------------------------- | ---------------------------------------------------------- | ---------------------------------------------------------- | ---------------------------------------------------------- |
| Datum                                                      | Disziplin                                                  | Erster Platz                                               | Zweiter Platz                                              | Dritter Platz                                              |
| 7. Februar 2020                                            | 15 km Freistil                                             | Artjom Nikolajew                                           | Iwan Kirillow                                              | Michail Sosnin                                             |
| 9. Februar 2020                                            | Sprint klassisch                                           | Jermil Wokujew                                             | Alexei Wizenko                                             | Sergey Kanev                                               |

| 6. Eastern-Europe-Cup in Moskau und Kononowskaja, 23. Februar bis 1. März 2020 | 6. Eastern-Europe-Cup in Moskau und Kononowskaja, 23. Februar bis 1. März 2020 | 6. Eastern-Europe-Cup in Moskau und Kononowskaja, 23. Februar bis 1. März 2020 | 6. Eastern-Europe-Cup in Moskau und Kononowskaja, 23. Februar bis 1. März 2020 | 6. Eastern-Europe-Cup in Moskau und Kononowskaja, 23. Februar bis 1. März 2020 |
| ------------------------------------------------------------------------------ | ------------------------------------------------------------------------------ | ------------------------------------------------------------------------------ | ------------------------------------------------------------------------------ | ------------------------------------------------------------------------------ |
| Datum                                                                          | Disziplin                                                                      | Erster Platz                                                                   | Zweiter Platz                                                                  | Dritter Platz                                                                  |
| 23. Februar 2020                                                               | Sprint Freistil                                                                | Kasper Stadaas                                                                 | Alexei Wizenko                                                                 | Clement Arnault                                                                |
| 26. Februar 2020                                                               | 15 km Freistil                                                                 | Artjom Nikolajew                                                               | Ilja Poroschkin                                                                | Anton Timaschow                                                                |
| 27. Februar 2020                                                               | Sprint klassisch                                                               | Andrei Krasnow                                                                 | Fedor Nazarov                                                                  | Alexei Wizenko                                                                 |
| 1. März 2020                                                                   | 30 km Skiathlon                                                                | Alexey Shemiakin                                                               | Ilja Poroschkin                                                                | Stanislaw Wolschenzew                                                          |

### Gesamtwertung Männer
| Rang | Name                  | Punkte |
| ---- | --------------------- | ------ |
| 1.   | Jermil Wokujew        | 611    |
| 2.   | Alexei Wizenko        | 522    |
| 3.   | Artjom Nikolajew      | 451    |
| 4.   | Iwan Kirillow         | 450    |
| 5.   | Stanislaw Wolschenzew | 352    |
| 6.   | Andrei Krasnow        | 298    |
| 7.   | Andrei Parfjonow      | 296    |
| 8.   | Andrey Feller         | 258    |
| 9.   | Anton Timaschow       | 207    |
| 10.  | Vladimir Frolov       | 202    |

| Rang | Name                | Punkte |
| ---- | ------------------- | ------ |
| 11.  | Vladislav Vechkanov | 183    |
| 12.  | Denis Filimonow     | 173    |
| 13.  | Almaz Taipov        | 165    |
| 14.  | Witali Puchkalo     | 160    |
| 14.  | Ilja Poroschkin     | 160    |
| 16.  | Fedor Nazarov       | 151    |
| 17.  | Sergei Ardaschew    | 145    |
| 18.  | Ivan Bezmaternykh   | 140    |
| 19.  | Evgeniy Vakhrushev  | 120    |
| 19.  | Artur Petrov        | 120    |

| Rang | Name                  | Punkte |
| ---- | --------------------- | ------ |
| 21.  | Konstantin Borzow     | 117    |
| 22.  | Maxim Zubtsov         | 112    |
| 23.  | Alexander Panschinski | 108    |
| 24.  | Sergey Kanev          | 107    |
| 24.  | Valeriy Gontar        | 107    |
| 24.  | Denis Kataev          | 107    |
| 27.  | Kasper Stadaas        | 100    |
| 27.  | Alexey Shemiakin      | 100    |
| 29.  | Vladimir Solodovnikov | 96     |
| 30.  | Pjotr Sedow           | 95     |

## Frauen

### Resultate
| 1. Eastern-Europe-Cup in Schtschutschinsk, 12. bis 14. November 2019 | 1. Eastern-Europe-Cup in Schtschutschinsk, 12. bis 14. November 2019 | 1. Eastern-Europe-Cup in Schtschutschinsk, 12. bis 14. November 2019 | 1. Eastern-Europe-Cup in Schtschutschinsk, 12. bis 14. November 2019 | 1. Eastern-Europe-Cup in Schtschutschinsk, 12. bis 14. November 2019 |
| -------------------------------------------------------------------- | -------------------------------------------------------------------- | -------------------------------------------------------------------- | -------------------------------------------------------------------- | -------------------------------------------------------------------- |
| Datum                                                                | Disziplin                                                            | Erster Platz                                                         | Zweiter Platz                                                        | Dritter Platz                                                        |
| 12. November 2019                                                    | Sprint klassisch                                                     | Nastassja Kirylawa                                                   | Jewgenija Schapowalowa                                               | Christina Mazokina                                                   |
| 13. November 2019                                                    | 5 km klassisch                                                       | Nastassja Kirylawa                                                   | Darja Rogosina                                                       | Nataliya Barakina                                                    |
| 14. November 2019                                                    | 5 km Freistil                                                        | Jekaterina Smirnowa                                                  | Nina Dubotolkina                                                     | Jewgenija Schapowalowa                                               |

| 2. Eastern-Europe-Cup in Werschina Tjoi, 29. November bis 3. Dezember 2019 | 2. Eastern-Europe-Cup in Werschina Tjoi, 29. November bis 3. Dezember 2019 | 2. Eastern-Europe-Cup in Werschina Tjoi, 29. November bis 3. Dezember 2019 | 2. Eastern-Europe-Cup in Werschina Tjoi, 29. November bis 3. Dezember 2019 | 2. Eastern-Europe-Cup in Werschina Tjoi, 29. November bis 3. Dezember 2019 |
| -------------------------------------------------------------------------- | -------------------------------------------------------------------------- | -------------------------------------------------------------------------- | -------------------------------------------------------------------------- | -------------------------------------------------------------------------- |
| Datum                                                                      | Disziplin                                                                  | Erster Platz                                                               | Zweiter Platz                                                              | Dritter Platz                                                              |
| 29. November 2019                                                          | Sprint klassisch                                                           | Jewgenija Schapowalowa                                                     | Christina Mazokina                                                         | Olga Kutscheruk                                                            |
| 30. November 2019                                                          | 10 km Freistil                                                             | Aljona Perewostschikowa                                                    | Nina Dubotolkina                                                           | Maija Jakunina                                                             |
| 2. Dezember 2019                                                           | Sprint Freistil                                                            | Christina Mazokina                                                         | Maija Jakunina                                                             | Olga Kutscheruk                                                            |
| 3. Dezember 2019                                                           | 10 km klassisch                                                            | Jewgenija Schapowalowa                                                     | Lilija Wassiljewa                                                          | Alija Iksanowa                                                             |

| 3. Eastern-Europe-Cup in Krasnogorsk, 25. bis 29. Dezember 2019 | 3. Eastern-Europe-Cup in Krasnogorsk, 25. bis 29. Dezember 2019 | 3. Eastern-Europe-Cup in Krasnogorsk, 25. bis 29. Dezember 2019 | 3. Eastern-Europe-Cup in Krasnogorsk, 25. bis 29. Dezember 2019 | 3. Eastern-Europe-Cup in Krasnogorsk, 25. bis 29. Dezember 2019 |
| --------------------------------------------------------------- | --------------------------------------------------------------- | --------------------------------------------------------------- | --------------------------------------------------------------- | --------------------------------------------------------------- |
| Datum                                                           | Disziplin                                                       | Erster Platz                                                    | Zweiter Platz                                                   | Dritter Platz                                                   |
| 25. Dezember 2019                                               | 10 km klassisch                                                 | Wettkampf abgesagt                                              | Wettkampf abgesagt                                              | Wettkampf abgesagt                                              |
| 26. Dezember 2019                                               | Sprint Freistil                                                 | Wettkampf abgesagt                                              | Wettkampf abgesagt                                              | Wettkampf abgesagt                                              |
| 28. Dezember 2019                                               | Sprint klassisch                                                | Wettkampf abgesagt                                              | Wettkampf abgesagt                                              | Wettkampf abgesagt                                              |
| 29. Dezember 2019                                               | 15 km Freistil                                                  | Wettkampf abgesagt                                              | Wettkampf abgesagt                                              | Wettkampf abgesagt                                              |

| 4. Eastern-Europe-Cup in Minsk-Raubitschy, 16. bis 19. Januar 2020 | 4. Eastern-Europe-Cup in Minsk-Raubitschy, 16. bis 19. Januar 2020 | 4. Eastern-Europe-Cup in Minsk-Raubitschy, 16. bis 19. Januar 2020 | 4. Eastern-Europe-Cup in Minsk-Raubitschy, 16. bis 19. Januar 2020 | 4. Eastern-Europe-Cup in Minsk-Raubitschy, 16. bis 19. Januar 2020 |
| ------------------------------------------------------------------ | ------------------------------------------------------------------ | ------------------------------------------------------------------ | ------------------------------------------------------------------ | ------------------------------------------------------------------ |
| Datum                                                              | Disziplin                                                          | Erster Platz                                                       | Zweiter Platz                                                      | Dritter Platz                                                      |
| 16. Januar 2020                                                    | Sprint Freistil                                                    | Wettkampf abgesagt                                                 | Wettkampf abgesagt                                                 | Wettkampf abgesagt                                                 |
| 17. Januar 2020                                                    | 5 km klassisch                                                     | Wettkampf abgesagt                                                 | Wettkampf abgesagt                                                 | Wettkampf abgesagt                                                 |
| 19. Januar 2020                                                    | Sprint klassisch                                                   | Wettkampf abgesagt                                                 | Wettkampf abgesagt                                                 | Wettkampf abgesagt                                                 |

| 5. Eastern-Europe-Cup in Syktywkar, 7. und 9. Februar 2020 | 5. Eastern-Europe-Cup in Syktywkar, 7. und 9. Februar 2020 | 5. Eastern-Europe-Cup in Syktywkar, 7. und 9. Februar 2020 | 5. Eastern-Europe-Cup in Syktywkar, 7. und 9. Februar 2020 | 5. Eastern-Europe-Cup in Syktywkar, 7. und 9. Februar 2020 |
| ---------------------------------------------------------- | ---------------------------------------------------------- | ---------------------------------------------------------- | ---------------------------------------------------------- | ---------------------------------------------------------- |
| Datum                                                      | Disziplin                                                  | Erster Platz                                               | Zweiter Platz                                              | Dritter Platz                                              |
| 7. Februar 2020                                            | 10 km Freistil                                             | Marina Tschernoussowa                                      | Viktoria Kalinina                                          | Aljona Perewostschikowa                                    |
| 9. Februar 2020                                            | Sprint klassisch                                           | Jewgenija Schapowalowa                                     | Olga Zarjowa                                               | Lilija Wassiljewa                                          |

| 6. Eastern-Europe-Cup in Moskau und Kononowskaja, 23. Februar bis 1. März 2020 | 6. Eastern-Europe-Cup in Moskau und Kononowskaja, 23. Februar bis 1. März 2020 | 6. Eastern-Europe-Cup in Moskau und Kononowskaja, 23. Februar bis 1. März 2020 | 6. Eastern-Europe-Cup in Moskau und Kononowskaja, 23. Februar bis 1. März 2020 | 6. Eastern-Europe-Cup in Moskau und Kononowskaja, 23. Februar bis 1. März 2020 |
| ------------------------------------------------------------------------------ | ------------------------------------------------------------------------------ | ------------------------------------------------------------------------------ | ------------------------------------------------------------------------------ | ------------------------------------------------------------------------------ |
| Datum                                                                          | Disziplin                                                                      | Erster Platz                                                                   | Zweiter Platz                                                                  | Dritter Platz                                                                  |
| 23. Februar 2020                                                               | Sprint Freistil                                                                | Anastasia Moskalenko                                                           | Lilija Wassiljewa                                                              | Anastassija Wlassowa                                                           |
| 26. Februar 2020                                                               | 10 km Freistil                                                                 | Jekaterina Smirnowa                                                            | Aljona Perewostschikowa                                                        | Marina Tschernoussowa                                                          |
| 27. Februar 2020                                                               | Sprint klassisch                                                               | Jewgenija Schapowalowa                                                         | Olga Kutscheruk                                                                | Lilija Wassiljewa                                                              |
| 1. März 2020                                                                   | 15 km Skiathlon                                                                | Anastassija Rygalina                                                           | Lilija Wassiljewa                                                              | Lali Kvaratskhelia                                                             |

### Gesamtwertung Frauen
| Rang | Name                    | Punkte |
| ---- | ----------------------- | ------ |
| 1.   | Jewgenija Schapowalowa  | 731    |
| 2.   | Lilija Wassiljewa       | 647    |
| 3.   | Christina Mazokina      | 368    |
| 4.   | Olga Kutscheruk         | 359    |
| 5.   | Marina Tschernoussowa   | 356    |
| 6.   | Anastasia Moskalenko    | 336    |
| 7.   | Aljona Perewostschikowa | 316    |
| 8.   | Viktoria Kalinina       | 305    |
| 9.   | Anastassija Wlassowa    | 278    |
| 10.  | Jekaterina Smirnowa     | 248    |

| Rang | Name                 | Punkte |
| ---- | -------------------- | ------ |
| 11.  | Nina Dubotolkina     | 242    |
| 12.  | Maria Davydenkova    | 232    |
| 13.  | Nastassja Kirylawa   | 200    |
| 14.  | Darja Rogosina       | 193    |
| 15.  | Lali Kvaratskhelia   | 189    |
| 16.  | Maija Jakunina       | 180    |
| 17.  | Polina Kalsina       | 165    |
| 18.  | Anna Medwedewa       | 152    |
| 19.  | Anastassija Rygalina | 150    |
| 20.  | Elmira Gaianova      | 149    |

| Rang | Name                 | Punkte |
| ---- | -------------------- | ------ |
| 21.  | Olga Zarjowa         | 142    |
| 22.  | Aida Bajasitowa      | 129    |
| 22.  | Swetlana Kusnezowa   | 129    |
| 24.  | Svetlana Plotnikova  | 128    |
| 25.  | Gabriella Kaluger    | 126    |
| 26.  | Diliara Sabirzianova | 115    |
| 27.  | Zhanna Menshova      | 113    |
| 28.  | Elizaveta Tyurina    | 101    |
| 29.  | Dina Nekrasova       | 100    |
| 30.  | Alija Iksanowa       | 96     |